# 天猫座
天猫座是北天星座，約翰·赫維留17世纪后期率先指定，拉丁语原名意指山猫。天猫座较为黯淡，比较亮的几颗恒星组成锯齿状线条，其中又以橙巨星軒轅四最亮，半規則變星天猫座Y是业余天文学家的热门观测目标。人类在天猫座六个恒星系发现行星，其中八穀增廿八与HD 758。

## 历史
1687年，波兰天文学家約翰·赫維留把大熊座和御夫座间19颗原属废弃星座约旦河座的恒星划为新星座，并因这些恒星光芒黯淡而以山猫命名，意指未来只有长着山猫般利眼的后辈才能看到。赫維留在星表以（“老虎”）命名星座，但星图仍保留山猫之名。英格兰天文学家約翰·佛蘭斯蒂德1712年出版的星表和后来发布的星图均收录天猫座。:202–20319世纪业余天文学家理查德·欣克利·艾伦（Richard Hinckley Allen）认为，天猫座的主要恒星「可能曾被现代劃分大熊座的人（不論何人）用來填齊大熊座的四条腿」。

## 简介

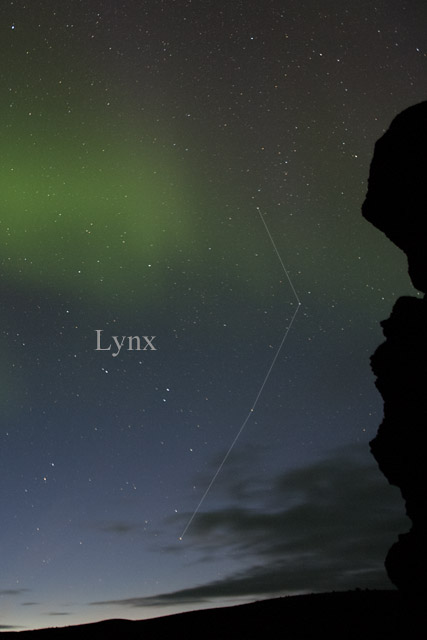
天猫座可用肉眼识别

天猫座北靠鹿豹座、西接御夫座、西南挨双子座、南临巨蟹座、东邻狮子座、东北与大熊座交界，共占据545.4度夜空，占1.322%，在88个现代星座排第28位，超过双子座等许多更有名的星座。1922年，國際天文聯會确定以三字母缩写代表天猫座。比利时天文学家尤金·德爾波特1930年正式划分星座边界，天猫座呈20条边组成的多边形（见文首信息框）；星座在赤道坐標系統的赤经位于06h 16m 13.76s至09h 42m 50.22s之间，赤纬在+32.97°到+61.96°之间。星座中比较亮的恒星在夜空组成弯曲线条，在鹿豹座和小熊座间延伸，位于明亮的北河二北侧。北半球在冬末到第二年夏末比较容易看到天猫座，午夜中天在1月20日。南緯28度線以北都能看到完整天猫座。

## 显著特点

### 恒星
英格兰天文学家弗朗西斯·贝利用拜耳命名法只为軒轅四分配希腊字母，佛蘭斯蒂德共为44颗恒星编号，其中许多位于大熊座边界:433–434。天猫座共有97颗恒星亮度达到或超过6.5视星等。
天猫座以3.14视星等的軒轅四最亮，是光谱等级的橙巨星，离地203±2光年。軒轅四质量约有太阳两倍，核心的氢已耗尽并结束主序星阶段。该星已经膨胀到约55倍太阳半径，发出673倍太陽光度。恆星大氣層已冷却，表面温度3880开尔文。天猫座只有上台增四有专有名称，源自阿拉伯语，本意“刺”，又称“天猫座31”，距地球380±10光年。上台增四也是巨星，质量也在太阳两倍左右，核心的氢耗尽后膨胀并冷却，直径约为太阳59到75倍，光度740倍。上台增四还是变星，基准亮度4.25视星等，以25到30天周期在0.05视星等幅度变化。
天猫座富含雙星。星座第二亮恒星是3.8视星等的軒轅三，以中型望远镜可以看到其中两颗星体，分别是3.9视星等的蓝白星与6.1视星等的黯淡星体。八穀增卅也是需用望远镜辨别的双星，离地178±2光年；两颗都呈淡黄色，分别是4.7与5.8视星等，相距0.9弧秒。偏亮的黄巨星光谱等级，质量约为太阳4.01倍，偏暗的是黄白主序星，光谱等级，约3.73倍太阳质量，两星围绕彼此旋转，公转周期262年。天貓座12距地球210±10光年，合并亮度4.87视星等，用望远镜观察可以分辨三颗星体，其中两颗分别为5.4和6.0视星等，以1.8弧秒角距離分隔（1992年测量值），第三颗是7.2视星等的黄色恒星，相隔8.6弧秒（1990年测量值）。前两颗星估计以七百到九百年公转周期围绕彼此旋转。
3.97视星等的轩辕一是天猫座第三亮恒星，原属相邻的大熊座，1930年星座边界正式划定后归入天猫座，离地52.4±0.6光年。用望远镜观察可以看到其中包含光谱等级的4.11视星等黄白主序星，以及光谱等级、非常类似太阳的6.18视星等恒星。两星间隔10.6天文單位，以21.78年公转周期相互围绕旋转。座旗二原属御夫座，后划入天猫座；天猫座37、天猫座39、上台增七和天猫座44后划入大熊座:433–34。
半規則變星天猫座Y是业余天文学家的热门观测目标，亮度在6.2到8.9视星等范围变化。亮度变化周期复杂，按恒星脉冲变化周期是110天，还有1400天的长周期，估计是恒星自转或对流层的规律周期。天猫座Y是紅超巨星，质量约为太阳1.5到2倍，直径约580倍，光度约2.5万倍。八穀增廿一和天猫座UX都是紅巨星兼半规则变星，而且亮度波动都很复杂。
人类在天猫座六个恒星系发现系列行星，其中两个以都卜勒光譜學法发现，四个采用系外行星偵測法。橙次巨星八穀增廿八形成至今大部分时间是A类或F类主序星，拥有質量下限2.4倍木星質量，轨道周期899天的行星。HD 75898是光谱等级的黄色恒星，已有38±8亿年历史，刚结束主序星阶段并开始膨胀和冷却。该星周围有2.51倍木星质量的行星，轨道周期418天。恒星系的质量中心在加速，表明其中还有至少木星尺寸但间隔遥远的第三颗星体。夏威夷的XO望遠鏡发现三个恒星系内行星从恒星前方经过，从而确定这些恒星系有系外行星。XO-2是聯星系統，两颗恒星质量和温度都略低于太阳，而且都伴有行星。XO-2S的行星质量接近土星，与恒星距离0.13天文单位，公转周期仅有约18天；另一颗行星距恒星0.48天文单位，质量略超木星，轨道周期约120天。XO-2N的行星是熱木星，质量约为木星一半，公转周期仅2.6天。XO-4是F类主序星，质量和温度略超太阳，行星同样是热木星，轨道周期约4.1天。XO-5是类似太阳的恒星，有质量与木星差不多的热木星行星，公转周期约4.2天。WASP-13也是类太阳恒星，已从主序星阶段开始膨胀和冷却，2009年的超廣角尋找行星计划发现行星从附近经过。行星质量约为木星一半，轨道周期只有4.35天。

### 深空天体

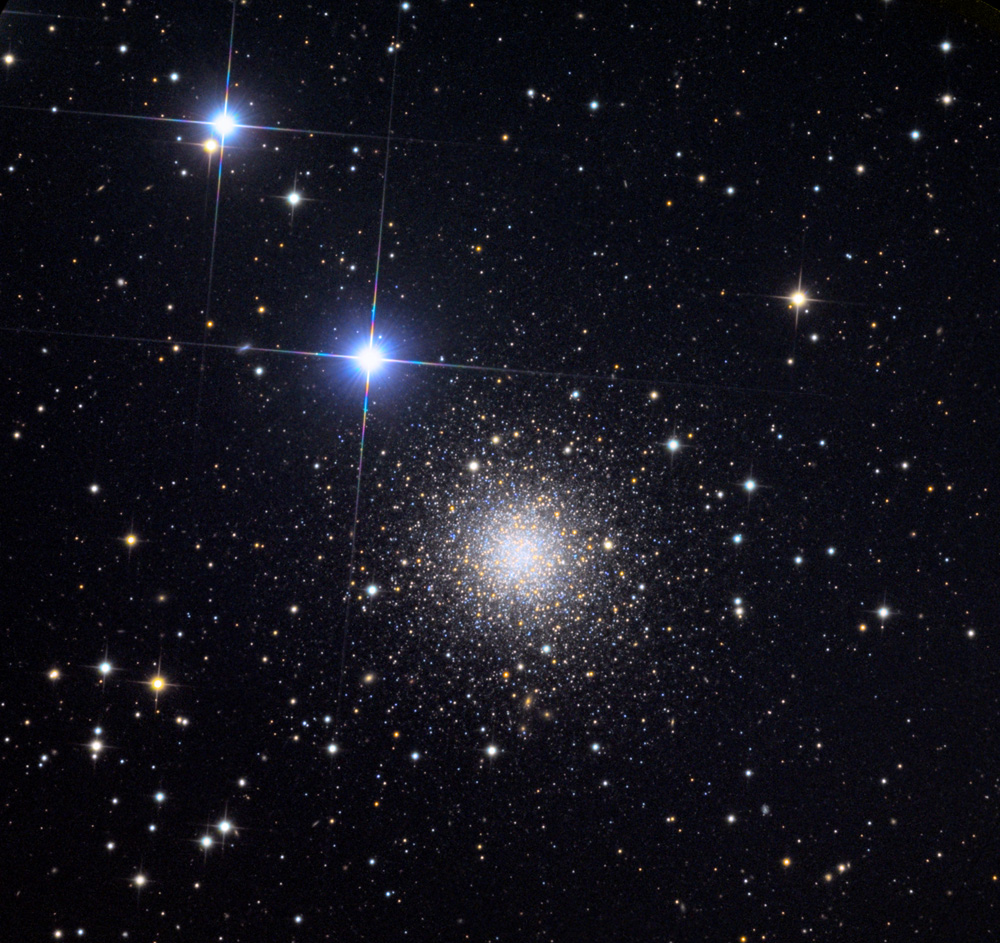
NGC 2419

NGC 2419又称“星系浪子”，是天猫座最有名的深空天體，估计位于银河系以外，离地27.5至30万光年，是已知距离非常遥远的球狀星團，很可能以非常扁平的椭圆轨道围银河系旋转。NGC 2419是夏普力二型星团，亮度10.3视星等，表明星团质量基本集中在中心位置。人类曾误以为NGC 2419是恒星，后经美国天文学家卡尔·兰普兰（Carl Lampland）的发现纠正。
NGC 2537又称熊掌系，在上台增四西北偏北约三度，是距地球1700至3000万光年的蓝色致密矮星系。NGC 2537附近的IC 2233螺旋星系非常扁平且薄，离地2600至4000万光年。IC 2233颇为宁静，平均每20年形成的恒星还不足一颗，人类曾长期误以为该系与熊掌系相互影响，但甚大天线阵的观测数据基本排除上述可能，两星系距离相当遥远。
NGC 2841星系群位于天猫座与相邻的大熊座之间，其中的NGC 2541、NGC 2500和NGC 2552三个松散星系位于天猫座范围。以NGC 2541的造父变星为宇宙距离尺度估算，NGC 2541距星系群还有约四千万光年。NGC 2841星系位于大熊座。
NGC 2770是离地约8800万光年的SASc类螺旋星系，拥有SN 1999eh、SN 2007uy与SN 2008D三颗Ib类超新星。SN 2008D是人类通过探测形成早期X射线发现的第一颗超新星，这样就能及时准备在第一时间观察爆发，而不是等到爆发后观察超新星发出的光。估计NGC 2770与伴侣星系相互影响生成大质量恒星，进而引起超新星爆发。UGC 4904离地约7700万光年，日本业余天文学家板垣浩一2004年10月20日在该星系发现假超新星。光谱观测表明该星在两年间损失大量物质，从高光度藍變星转变成沃爾夫–拉葉星，后在2006年10月11日爆发成SN 2006jc極超新星。

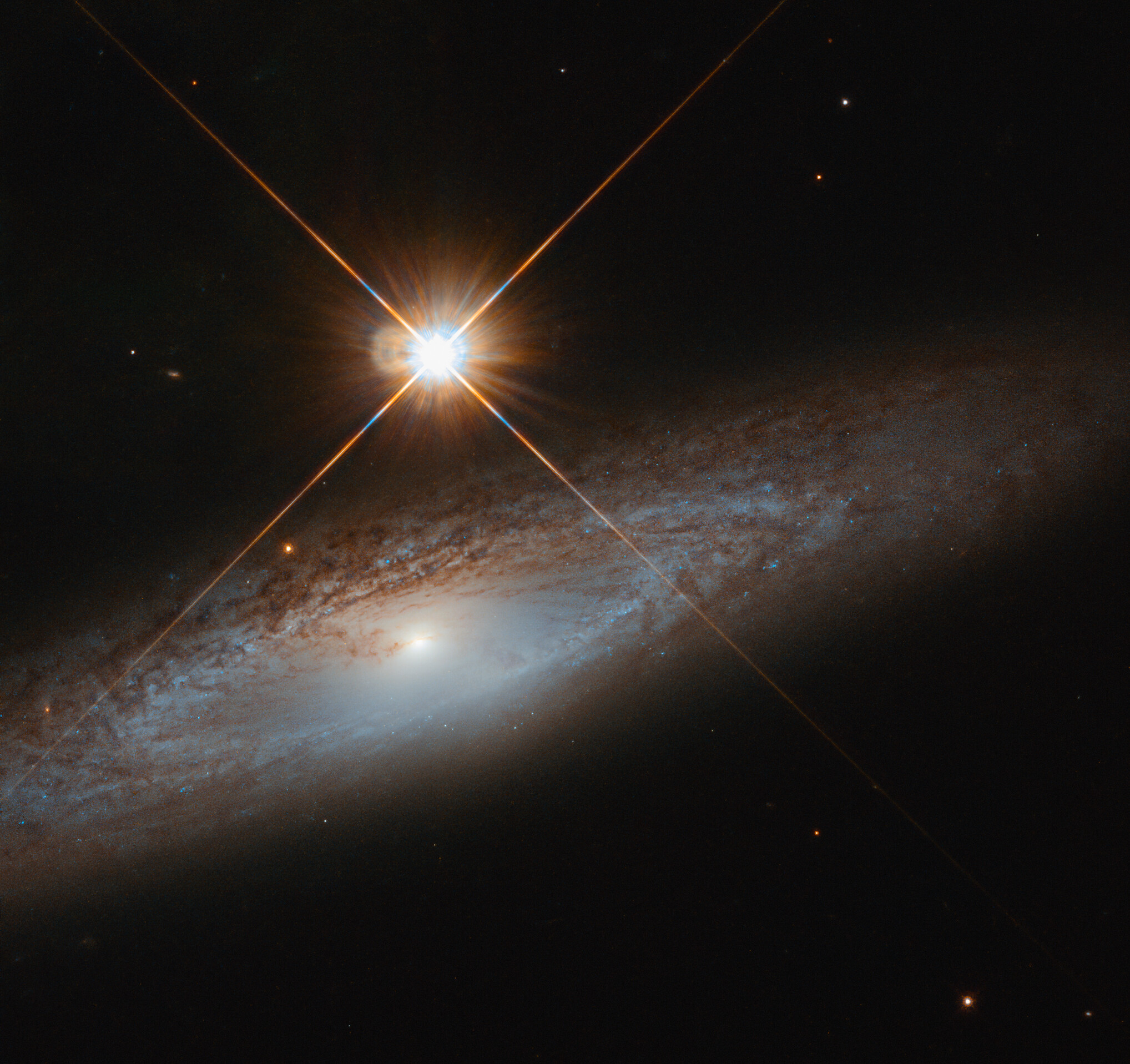
前方恒星无论如何明亮，都无法掩盖UGC 3855星系的光辉，哈勃太空望远镜拍摄

1998年发现的类星体APM 08279+5255距离非常遥远，当时是人类发现光度最大的天体，吸收谱线很宽。星体与地球间有星系相隔，光线经过星系时受引力透镜影响放大并分裂成众多图像。估计该天体是巨形椭圆星系，包含230亿倍太阳质量的超大質量黑洞，黑洞还有直径达3600光年的吸积盘。星系包含大范围热尘埃与分子气体，还有星暴活跃区，紅移3.911。2008年，天文学家利用欧洲空间局XMM-牛顿卫星和亚利桑那州大双筒望远镜观察类星体时发现巨大的星系团2XMM J083026+524133。
1999年发现的天猫座超星系团红移1.26至1.27，是已知离地最远的超星系團，由RX J0849+4452（又称天猫座E）和RX J0848+4453（又称天猫座W）两大星系团与众多小星系团组成。天貓弧范围内、离地约120亿光年（红移3.357）的遥远地带包含一百万颗极高温的年轻蓝色恒星，表面温度八至十万开尔文，达银河系类似恒星两倍。天猫弧是宇宙早期产物，当时“恒星大量诞生”现象更为常见，人类只能通过近距离星系团的引力透镜作用观测。

### 流星雨
天猫座九月流星雨是9月6日左右出现的小规模流星雨，但在历史上更为显著，中国曾在1037和1063年观测并记载，朝鲜1560年记载。1971年，马尔科姆·柯里（Malcolm Currie）发现天猫座α流星雨:198，每年12月10日至第二年1月3日出现:738。